# Von Guerard Stream
Von Guerard Stream är ett vattendrag i Antarktis. Det ligger i Östantarktis. Nya Zeeland gör anspråk på området.